# Damares (cantora)
Damares Alves Bezerra de Oliveira (Umuarama, 30 de janeiro de 1980), mais conhecida apenas como Damares, é uma cantora e compositora brasileira de música cristã contemporânea ligada ao movimento pentecostal. A cantora já foi premiada no Troféu Talento, única vitória entre 6 categorias; e mais duas vezes no Troféu Promessas, entre doze categorias possíveis; e ainda possuindo três discos de diamante.
Damares é fundadora da Sociedade Assistencial Saravida, erigida em 2003, que auxilia a população do estado de Pernambuco através de acompanhamentos a adolescentes, jovens e adultos, que se encontram em situação de vulnerabilidade e que são usuários de substâncias químicas
Seu sexto álbum de estúdio lançado pela gravadora Louvor Eterno, Apocalipse, já vendeu mais de um milhão de cópias fazendo com que Damares se torne conhecida no Brasil e no exterior.
O seu sétimo álbum, Diamante, vendeu mais de quinhentas mil cópias fazendo com que fique entre os álbuns mais vendidos de 2011[carece de fontes?], segundo a ABPD (Associação Brasileira Produtora de Discos), ficando atrás apenas de artistas como Paula Fernandes, Padre Marcelo Rossi e Fábio de Melo. Na lista exclusiva de artistas internacionais a cantora esteve em nono lugar, entre nacionais em oitavo. A cantora era a única cristã entre os músicos. O mesmo fato se repetiu com seu sucessor, O Maior Troféu, que ficou no oitavo lugar da lista de disco mais vendidos do "primeiro semestre" de 2013; ficando na frente de artistas internacionais e das duplas Zezé di Camargo e Luciano, Victor e Leo e Jorge e Mateus. A cantora era a única cristã entre os músicos.
Sua nova gravadora, Sony Music Brasil, realizou uma homenagem ao centenário da Assembleia de Deus no Brasil, titulado 100 anos do Movimento Pentecostal. O álbum de vídeo foi gravado no dia 20 de junho de 2011, na Assembleia de Deus em Nova Iguaçu, Rio de Janeiro. As cantoras Elaine de Jesus, Lauriete e Cassiane participaram junto com a cantora na gravação deste DVD. Em novembro de 2016 a cantora lançou se nono álbum, Obra Prima. Antes do seu lançamento obteve mais de 50 mil cópias vendidas, um recorde do ano de 2016 no meio gospel. Com menos de um mês o álbum bateu mais de 80 mil cópias vendidas. Seu primeiro single, Ressuscita, permaneceu 5 semanas em #1 em rádios do Brasil.
Damares já fez viagens missionárias para a África do Sul, Inglaterra, Portugal, Argentina, Suíça, Estados Unidos e Israel.

## Biografia e carreira

### 1990-1998: Primeiros anos
Damares nasceu no dia 30 de janeiro, no distrito de Santa Elisa, no município de Umuarama, no interior do Paraná, conhecida como a "Capital da Amizade" e uma das principais do Estado, que tem mais de cento e dois mil habitantes. Oriunda de uma família de classe média, vinda de berço cristão, é filha de Antônio Bezerra e de Rosa Alves Bezerra , os fundamentos que a alicerçaram na palavra de Deus. Damares é a caçula de sete filhos e é descendentes de pernambucanos por parte de seu pai e cearenses por parte de sua mãe.
Sua família morou ali na zona rural de Umuarama em um sítio por nove anos. Com apenas seis anos de idade, os pais de Damares perceberam que sua filha tinha jeito de cantar; sendo que nunca havia cantado em público, mas um dia, mesmo com muita timidez, a pequena paranaense começou a louvar. O reconhecimento do público ao talento da menina foi imediato.
No ano de 1997, com seus 17 anos, Damares se casou com seu primeiro namorado, Aldori de Oliveira, com permissão de seus pais. Dois anos depois, Damares lançou pela gravadora Louvor Eterno da cantora Mara Lima, seu primeiro trabalho musical Asas de Águia. Em 14 de Janeiro de 2017 nasceu em São Paulo, onde o casal reside, sua única filha, Antonella.

### 2004-2008: Carreira, sexto álbum e indicações ao Troféu Talento
Entre os anos de 2000 a 2003, a cantora lançou dois álbuns de estúdio: A Vitória É Nossa e Agenda de Deus.
Mas foi em 2005 que Damares conseguiu o reconhecimento pelo seu trabalho nas igrejas com o álbum O Deus que Faz, marcando pela primeira vez a parceria de Melk Carvalhedo nas produções de seus CDs; sendo sucesso pela critica especializada, o disco vendeu cerca de cem mil cópias (sendo certificado com disco de ouro duplo). Em 2006, Damares lançou o seu quinto álbum de estúdio, intitulado Diário de um Vencedor, produzido por Melk Carvalhedo o álbum foi certificado com disco de ouro, por cinquenta mil cópias vendidas.
Porém, a cantora se tornou conhecida na música cristã brasileira em 2008, quando lançou o álbum Apocalipse, sendo um estrondoso sucesso, que vendeu mais de seiscentas mil cópias, incluindo a canção "Sabor de Mel", que se tornou febre nas rádios do segmento[carece de fontes?], e lhe rendeu diversas indicações no Troféu Talento de 2009, tendo vencido na categoria Revelação. junto com Mariana Valadão.
Ao participar em abril de 2009 no congresso dos Gideões Missionários da Última Hora, o site Gospel Channel Brasil transmitiu ao vivo pela internet, sendo na hora em que Damares começa a cantar, todo seu sistema de transmissão online travou, não suportando a quantidade de pessoas que assistiam online.

### 2009-2010: Primeiro álbum de vídeo e Sony Music
Em 2009, foi gravado em Curitiba, o primeiro álbum de vídeo registrado em CD e DVD, seu título é A Minha Vitória Tem Sabor de Mel - Ao Vivo. O disco possui canções do álbum Apocalipse e de trabalhos anteriores. O evento reuniu mais 7 mil pessoas. Foi gravado em FullHD.
É recordista em exibições no YouTube. Somente um vídeo da música "Sabor de Mel" possui mais de nove milhões de exibições, e a música "Um Novo Vencedor" de seu sétimo álbum chegou a quase meio milhão de exibições em um mês.
O lançamento do DVD e CD foi na ExpoCristã 2009, além de ser feita uma turnê em nome do disco, intitulada "Tour Damares 2009". Iniciou em 17 de dezembro de 2009 e terminou em 20 de dezembro de 2010. Durante a gravação, tinha acabado a energia, apesar que já tinha gravado 8 músicas. Antes de ter o apagão, o técnico de som havia salvo o que tinham gravado, se não perderiam todo o trabalho.[carece de fontes?]
Em 27 de julho de 2010, a cantora fecha contrato com a Sony Music Brasil[carece de fontes?] e lança o álbum Diamante, que vendeu cento e trinta mil cópias em um mês, e como é o título do álbum, é disco de diamante com mais de 300 mil cópias vendidas; agora com mais de 500 mil cópias.

### 2011-2012: Participações em programas eTroféu Promessas
No dia 12 de junho de 2011, a cantora esteve gravando no programa Domingo Legal, cujo apresentador é o Celso Portiolli. Damares recebeu discos de platina duplo e triplo no programa. Em 22 de outubro do mesmo ano gravou um DVD ao vivo com um público estimado de mais de 60 mil pessoas. A gravação foi feita durante o evento Glorifica Litoral, realizado na cidade de São Sebastião em São Paulo, e que ainda trouxe outros cantores e grupos como a banda  Resgate.[carece de fontes?]
A cantora também foi uma dos convidados a participar do Festival Promessas, evento que reuniu cerca de 20 mil pessoas no Aterro do Flamengo e foi exibido na Rede Globo, em 18 de dezembro de 2011. Além de Damares, estiveram os cantores Fernandinho, Eyshila, Fernanda Brum, Davi Sacer, Pregador Luo, Ludmila Ferber, Regis Danese e o grupo Diante do Trono. A transmissão do evento na TV foi um sucesso, fazendo que a emissora fosse líder isolada de audiência.[carece de fontes?] A cantora também foi indicada em diversas categorias no Troféu Promessas
Em 14 de março de 2012, a cantora gravou uma participação especial no TV Xuxa especial de Páscoa. A gravação foi nos estúdios do Projac, na zona oeste do Rio de Janeiro. Damares cantou dois dos seus maiores sucessos, as canções "Um Novo Vencedor" e "Sabor de Mel". Ao fim do programa, Damares retornou ao palco para junto com Regis Danese cantar o hino "Faz Um Milagre em Mim". O episódio foi ao ar em 21 de abril.
Em 22 de março de 2012, Damares também gravou sua participação no quadro Tem um Cantor Gospel lá em Casa, no programa da Eliana. A cantora, como de costume, cantou a canção "Sabor de Mel" e "Um Novo Vencedor", durante essa música trechos do clipe eram exibidos. O episódio foi ao ar em 3 de abril. Durante o quadro o Programa da Eliana chegou a vice-liderança marcando uma média de 13.2 às 15:00 h e de 13.3 pontos no horário de 16:00 h.
| “ | Hj @Damares_Oficial grava participação no programa da Eliana no SBT. Agora é só vitória! | ” |

Em 20 de maio de 2012, a revista VEJA fez uma edição de título "Contatado!", a edição foi publicada pela Editora Abril, em uma de suas páginas, a revista estava abordando a nova ótica do mercado gospel, evidenciando o seu crescimento no mercado da indústria fonográfica; a cantora foi citada como a grande revelação dos últimos tempos e ainda foi comparada com os méritos grandiosos de cantores do ramo secular
, como Roberto Carlos e Vítor e Léo.[carece de fontes?]
No dia 13 de outubro de 2012, a cantora esteve no Programa Raul Gil do canal SBT, cantando o single Um Novo Vencedor. No dia da apresentação o diretor da Sony Music, Maurício Soares, divulgou que o disco ultrapassa a venda de quatroscentas mil unidades, e ela recebeu disco de diamante no palco.
Sua canção, "Sabor de Mel" foi destaque no programa Fantástico da Globo. No quadro, o jogador que marca 3 gols ou mais pode pedir uma música, o jogador André Lima marcou 3 gols para o time do Grêmio, ele pediu essa música pois ele conta que ela tem tudo haver com sua vida.

### 2013-atualmente:O Maior Troféu, reunião com presidente entre outros
O single "Um Novo Vencedor" também foi destaque no programa no dia 17 de fevereiro de 2013, o jogador Giancarlo, do Ferroviário do Ceará fez três na goleada por 5 a 0 sobre o Maracanã.
Em seu Twitter, a cantora, anunciou que iria lançar o seu oitavo álbum em março de 2013, apesar que estava cogitado o lançamento do CD entre os meses de novembro e dezembro de 2012, mas segundo informações não confirmadas, a data de lançamento foi adiada por causa de alguns compromissos da cantora.
O álbum é produzido por Emerson Pinheiro e Melk Carvalhedo. As gravações do CD começaram no mês de novembro.
No dia 14 de janeiro, a cantora informou em seu Twitter que o nome de seu novo CD seria O Maior Troféu, a composição dela é de Tony Ricardo. A capa da obra foi realizada pela Quartel Design.
Em 14 de fevereiro, a cantora revelou em seu Twitter as participações que terão em seu nono álbum, dessas participações a cantora revelou três pessoas, elas são Brenda dos Santos, Anderson Freire e Jotta A; os participantes junto com a cantora irão cantar na faixa escrita por Anderson Freire de título Celebrando a Vida. Damares usou do seu microblog para divulgar a nova participação, que é o cantor Thalles Roberto que fará dueto na canção "A Dracma e o seu dono".
| “ | Pra quem esperava e queria saber quem era que ia cantar comigo na segunda participação do meu novo CD O Maior Troféu está aí! @ThallesRoberto Ficou lindo, lindo, lindo! | ” |

Em 11 de março, um canal no Youtube postou Damares num evento com a cantora Tângela Vieraː no vídeo, Damares faz uma referência sobra uma música de título "Temporal de Poder", escrito por sua parceira no vídeo. O vídeo chegou a 7 mil exibições em 5 dias.
As críticas foram tão fortes para o álbum, pela questão também de Agailton Silva, o compositor de sucessos como "Apocalipse", "Sabor de Mel", "Um Novo Vencedor", "Diamante" entre outras que emplacou a carreira da cantora, ter ficado de fora deste e também pelo fato do cantor Emerson Pinheiro trabalhar como co-produtor também deixaram os fãs intrigados, mais por essas e outras que o álbum foi alvo de grandes críticas sobre parte do público.
Damares foi convocada pela presidente Dilma Rousseff, no dia 15 de julho a comparecer a uma audiência no Palácio do Planalto. O encontro foi organizado pelo ministro da Pesca e Aquicultura, Marcelo Crivella. Cantoras como Eyshila, Mara Maravilha, a bispa Sônia Hernandes, Ana Paula Valadão, Bruna Karla entre outras participaram do evento, e até oraram pela saúde da presidente. Segundo Damares, a presidente tinha prometido melhorias. No final, Damares cantou o single "Sabor de Mel" na bancada para os jornalistas.
| “ | Não viemos pedir nada. Viemos apoiar, pois sabemos que a carga é pesada. Viemos estender o ombro | ” |

Em 28 de julho do mesmo ano, o colunista Lauro Jardim falou pelo site da Revista Veja sobre os discos mais vendidos do primeiro semestre de 2013, dizendo que nenhum artista tinha passado de mais de quinhentas mil cópias, porém naquele mês os projetos fonográficos mais vendidos no ano foram dos intérpretes que são Luan Santana, seguido da coletânea No Coração da Jornada, Paula Fernandes, a própria cantora e Roberto Carlos.
Em abril de 2014, Damares foi se apresentar em Angola, em continente africano no Festival Internacional da Paz que acontece em Luanda nos dias 3 e 4 do mês de Abril; o festival reuniu mais de 50 mil pessoas.[carece de fontes?]
Em 21 do mesmo mês, Damares foi convocada a participar da comemoração do aniversário da cidade de Brasília, aniversariando por mais de 54 anos, ao lado de Thalles Roberto.
No dia 19 de outubro, Damares gravou uma participação no quadro "Dia de Princesa" do programa da Rede Record, Domingo Show com o apresentador Geraldo Luís. No programa Damares apareceu para realizar o sonho da catadora de lixo, Josilania da Cruz, de lhe conhecer. Josilania ainda esteve na gravação do terceiro DVD de Damares, O Maior Troféu no dia 6 de dezembro na Igreja Bíblica da paz, São Paulo.
Em 8 de dezembro, Damares gravou uma participação especial no Programa Raul Gil do SBT, ganhando das mãos do diretor de sua gravadora Sony Music, Maurício Soares, um disco de diamante pela vendagem de 300 mil cópias vendidas do álbum O Maior Troféu.
Em 9 de setembro de 2015, Damares participou do programa Encontro com Fátima Bernardes, durante o programa, a cantora cita que trabalhou com diarista e artesã e cantou as músicas "Sabor de Mel" e "Um Novo Vencedor".[carece de fontes?]
Damares também participou do programa anual de arrecadações de fundos para a AACD do SBT, Teleton, cantando "O Maior Troféu" e doando o vestido que ela usou no seu terceiro álbum de vídeo, "O maior Troféu - ao vivo. Em 20 de dezembro a cantora participou do programa Esquenta, na Rede Globo.[carece de fontes?]
Em 4 de julho de 2016, Damares postou um vídeo em que estava num evento no estado do Maranhão em sua página no Facebook e nele ela falava que estava grávida de três meses de seu primeiro filho.

## Premiações e indicações recebidas
Damares já recebeu mais de dezoito indicações e já teve três prêmios vencidos, perdendo em quinze categorias nos Troféus Promessas e Talento. [carece de fontes?]
No ano de 2008, a cantora recebeu seis indicações ao Troféu Talento, de "Álbum do Ano" e "Álbum Pentecostal" com o CD Apocalipse, "Música do Ano" que foi com o single "Sabor de Mel" entre outras; Sendo "Revelação Feminina" >
que Damares conseguiu ganhar junto Mariana Valadão, irmã da Ana Paula Valadão vocalista do Diante do Trono.
Em 2011, Damares foi indicada na primeira edição do Troféu Promessas que foi criado pela Geo Eventos com o apoio da Rede Globo. A cantora foi indicada em 4 categorias, sendo estas de "Melhor Clipe" e "Melhor Música", com o single Um Novo Vencedor, "Melhor Cantora" e "Melhor CD" com Diamante, a última citada foi uma das únicas categorias a qual Damares conseguiu levar o prêmio.
Na segunda edição do troféu, em 2012, a cantora foi indicada em uma categoria especial de "Melhor CD Pentecostal" com o disco Ao Vivo lançado no início de do mesmo ano. Competindo com a cantora Eliane Silva, com o disco homônimo, lançado pela mesma gravadora que as duas, a Sony Music Brasil.
Nas 5 categorias indicadas, Damares só venceu em uma, sendo esta "Melhor CD Pentecostal".
Em sua terceira edição, Damares só foi indicadas em 3 categorias, nas quais só ficou na primeira fase do troféu.[carece de fontes?]

## Títulos da cantora
No dia 6 de junho de 2011, Damares foi nomeada com o grau honorífico de "Embaixadora da Paz e do Social" pela Organização das Nações Unidas, junto com o Comitê da Paz dos Reservistas e a Unicef, a homenagem foi solicitada e conferida pelo Dr. João Pedro do Nascimento, presidente Mundial do Comitê da Paz. A entrega deste titular foi feita em uma cerimônia na Comunidade Evangélica Centro de Adoração Profética em Nilópolis, no dia doze do mesmo mês, na cidade do Rio de Janeiro, RJ. A notícia foi dada pela equipe de comunicação da Sony Music Brasil através de seu twitter oficial.
Em dezembro do mesmo ano, Damares foi designada com "Título Honorífico de Cidadania Carioca"; sendo entregue pelo Vereador João Mendes de Jesus e pela Deputada Estadual Beatriz dos Santos. As pessoas na qual recebem este título é geralmente nascidas fora do Rio de Janeiro, ou fora da capital do mesmo.
No dia 26 de junho de 2013, Damares recebeu o "Título Honorífico de Cidadania Iguaçuana" pelas mãos do Vereador Marcelo Fernandes Loureiro (Marcelinho) do Partido Trabalhista Nacional.
Tendo já dois títulos de Cidadania honorária, Damares recebeu mais uma da mão do Deputado Estadual Pastor Cleiton Collins, sobre a Resolução Nº 1257 o "Título Honorífico de Cidadania Pernambucana" em prol de suas ações ao estado de Pernambuco. Sendo dada a cantora no dia 30 de outubro de 2014.
Na Festa Nacional da Música, Damares representou o segmento evangélico na celebração da música no cenário nacional. Ela foi homenageada pelos seus últimos anos na música gospel; sendo a terceira artista cristã a ser homenageado neste evento, sendo os dois primeiros: Aline Barros (em 2009) e Fernandinho (em 2013).[carece de fontes?]

## Discografia

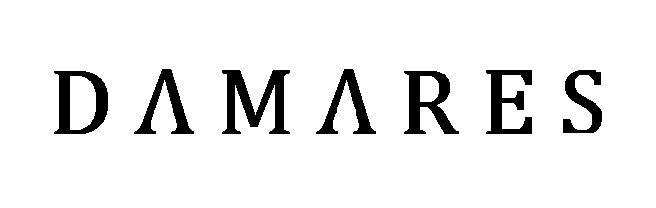
Logotipo de encarte do CD Diamante.

Damares já gravou mais de oito álbuns de estúdio, dois álbuns ao vivo, três de vídeo e uma de compilação. O álbum de estúdio lançado pela gravadora Som Livre, Promessas Vol.2 conteve duas singles dos CD Apocalipse, sendo estes "Sabor de Mel" e "Milagre" e ainda foi um dos CDs mais vendidos em 2010 no Brasil.
Juntando os seus álbuns, Apocalipse e Diamante a cantora já vendeu mais de 1,5milhão de cópias. Damares também já vendeu mais de 280.000 cópias de playbacks em sua carreira.
O quarto disco de Damares, O Deus que Faz vendeu mais de cem mil cópias sendo certificado como disco de ouro duplo, o quinto, Diário de um Vencedor, recebeu a certificação de ouro pela vendagem de cinquenta mil cópias, o sexto álbum Apocalipse vendeu mais de seiscentas mil cópias, sendo certificado disco de diamante[carece de fontes?], o seu sétimo álbum Diamante, vendeu mais de 500 mil cópias, sendo certificado com disco de diamante e o seu oitavo álbum O Maior Troféu vendeu mais de trezentas mil cópias, sendo certificado com disco de diamante.
Em 2012, Damares fez participação especial no disco Amor e Milagre da cantora Carla Santiago na canção "Peso da Glória", escrito por Anderson Freire Damares também já fez participação especial de segunda voz no CD Unção de Deus da cantora -Rosilene Martins, e participará do álbum de vídeo da dupla sertaneja cristã André e Felipe.
| Álbuns de estúdio - 1997: Asas de Águia - 2000: A Vitória É Nossa - 2002: Agenda de Deus - 2004: O Deus que Faz - 2006: Diário de um Vencedor - 2008: Apocalipse - 2010: Diamante - 2013: O Maior Troféu - 2016: Obra Prima - 2020: Superação - 2023: Terceiro Céu Álbuns ao vivo - 2009: A Minha Vitória Tem Sabor de Mel - 2012: Ao Vivo - 2015: O Maior Troféu ao Vivo | Outros - 2010: Promessas Vol.2 - 2011: 100 anos do Movimento Pentecostal Coletâneas - 2011: As Melhores de Damares |

### Singles de álbuns
Lista de canções de Damares}
| Ano  | Título                  | Melhor posição | Álbum          |
| Ano  | Título                  | BRA            | Álbum          |
| ---- | ----------------------- | -------------- | -------------- |
| 2008 | "Sabor de Mel"          | 1              | Apocalipse     |
| 2008 | "Milagre"               | —              | Apocalipse     |
| 2010 | "Um Novo Vencedor"      | 49             | Diamante       |
| 2010 | "Diamante"              | 1              | Diamante       |
| 2013 | "O Maior Troféu"        | 2              | O Maior Troféu |
| 2013 | "A Dracma e o seu Dono" | 3              | O Maior Troféu |
| 2016 | "Ressuscita"            | 1              | Obra Prima     |

## Videografia
Álbuns de vídeo
- 2009: A Minha Vitória Tem Sabor de Mel
- 2011: 100 anos do Movimento Pentecostal
- 2012: Ao Vivo em São Sebastião
- 2014: O Maior Troféu (DVD)[121]

## Turnês
- 2009/2010 - Tour Damares - CD e DVD Ao Vivo
- 2011/2012 - Tour Damares - Diamante[122][123]
- 2013/2014 - Tour Damares - O Maior Troféu[124]